# Kim Appleby
Kim Appleby (ur. 28 sierpnia 1961 w Londynie) – brytyjska wokalistka autorka tekstów i aktorka. Córka Jamajczyka i Angielki. Razem z siostrą Melanie Appleby tworzyła duet Mel and Kim. Wydała 2 albumy studyjne i jeden z remiksami. Wystąpiła w serialu "Lekarze" i filmie "Iść prosto". Jej najbardziej znane utwory to "Don't Worry" i "G.L.A.D".

## Dyskografia

### Albumy
- 1990 Kim Appleby
- 1993 Breakaway
- 1993 Breakaway - Extended Mixes

## Single
- 1990 "Don't Worry"
- 1991 "G.L.A.D."
- 1991 "Mama"
- 1991 "If You Cared"
- 1993 "Light Of The World"
- 1993 "Breakaway"
- 1994 "Free Spirit"
- 2004 "Believe" (Whiteman feat. Kim Appleby)
- 2007 "High"